# Espeluy
Espeluy er en by og kommune i det sydlige Spanien i provinsen Jaén. Den har et indbyggertal på 591 (2024) indbyggere.